# Saturnino de Brito
Francisco Saturnino Rodrigues de Brito, mais conhecido como Saturnino de Brito (14 de julho de 1864 — 10 de março de 1929), foi um engenheiro sanitarista brasileiro que realizou alguns dos mais importantes estudos de saneamento básico e urbanismo em mais de 50 cidades do país, sendo considerado o "pioneiro da Engenharia Sanitária e Ambiental no Brasil".

## Biografia
Em 1887 formou-se engenheiro civil pela Escola Politécnica do Rio de Janeiro. Antes de especializar-se em engenharia sanitária, iniciou suas atividades em estradas de ferro e depois colaborou na comissão encarregada da construção da cidade modelo de Belo Horizonte, dirigindo os projetos de abastecimento de água potável entre 1894 e 1895. 
A experiência em Minas Gerais o tornou conhecido e como o novo país republicano carecia de obras urbanas de infraestrutura, principalmente de saneamento, foi chamado para contribuir com projetos em diversas cidades do país por sua capacidade de associar ricas reflexões em urbanismo com notável e inovadora competência técnica em saneamento.
Seu invento mais conhecido foi o tanque fluxível, utilizado no Brasil e em toda a Europa no século XX, que foi batizado, após a sua morte, de tanque fluxível tipo Saturnino de Britto só abandonado depois da década de 1970, após a adoção da tensão trativa para o cálculo das redes de esgotos sanitários.
Foi eleito pelo congresso da Associação Brasileira de Engenharia Sanitária e Ambiental, por unanimidade, como Patrono da Engenharia Sanitária Brasileira.
Escreveu diversas obras técnicas de saneamento que foram adotadas na França, Inglaterra e Estados Unidos. Suas obras completas foram editadas, após o seu falecimento, pelo Instituto Nacional do Livro na Imprensa Nacional, e incluem, entre outros volumes, o Saneamento de Santos, o Saneamento de Campos, o Saneamento de Pelotas e Rio Grande, o Saneamento de Recife, o Saneamento de Natal, Controle de Enchentes e o famoso livro Le Tracé Sanitaire des Villes, editado na França. 
É pai de Saturnino de Brito Filho que também é engenheiro e hidrólogo.

### Saneamento de Santos
Ao iniciar o século XX, o Governo do Estado de S. Paulo projetou uma nova rede de esgotos para o município de Santos e adotou o "sistema separador absoluto", com elevações distritais, proposto por Saturnino de Brito. Moldou a expansão urbana na zona da orla da cidade através da construção gradativa e sequencial de vários canais de drenagem.
Por conta da escolha do local de despejo dos efluentes, o mais longe possível e no mar, foi construída a Ponte Pênsil no município vizinho de São Vicente para sustentar as tubulações em direção à Ponta do Itaipu, hoje no município de Praia Grande.
Décadas depois, uma complementação ao projeto de saneamento básico foi executada nos anos 70, levando à construção do Emissário Submarino com o redirecionamento da dispersão dos efluentes sanitários. 
Foi responsável pela implantação dos nove primeiros canais de Santos, entre os anos de 1907 e 1911. Os canais de Santos permaneceram como patrimônio arquitetônico e cultural, servindo de referência urbana tanto aos santistas quanto aos turistas que visitam a cidade: Canal 1, Canal 2 e daí por diante.
Uma estátua do engenheiro foi inaugurada nos jardins da praia de José Menino em sua homenagem em 1969.

### Melhoramentos do rio Tietê
Na década de 1920, foi presidente da Comissão de Melhoramentos do Rio Tietê da capital paulista e projetou a retificação do Rio Tietê sem a construção das vias marginais. Participou dos debates sobre os planos de desenvolvimento existentes na Escola Politécnica, com a proposta de resgate da orla fluvial urbana da futura metrópole, no qual em toda confluência de rio teria que ser formado um lago.
Os planos incluíam um parque com 25 quilômetros de extensão por 1 quilômetro de largura ao longo do rio, o qual seria o maior parque fluvial do mundo, seis vezes maior que o Central Park em Nova Iorque, o que evitaria enchentes na época das grandes chuvas. Só que acabou prevalecendo o projeto do engenheiro Prestes Maia de um Plano de Avenidas radial concêntrico lançado em 1930, o qual planejou a criação das Avenidas Marginais Expressas Tietê e Pinheiros.

### Escritório ESB
Em 1920, fundou no Rio de Janeiro o Escritório de Engenharia Civil e Sanitária Francisco Saturnino de Britto (ESB) — que funcionou até 1978 quando da morte de seu filho e continuador da sua obra Francisco Rodrigues Saturnino de Britto Filho. O ESB foi o primeiro escritório de engenharia consultiva do Brasil e é considerado uma verdadeira escola de engenharia hidráulica e de engenharia sanitária.
Saturnino de Brito estava em viagem de acompanhamento às obras de saneamento em Pelotas, quando faleceu aos 65 anos. Deixou viúva Alice Torres Saturnino Braga e vários filhos.

### Novo Arrabalde
Saturnino de Brito, também teve grande influência na revitalização da cidade de Vitória, capital do Espírito Santo. O seu projeto urbanista recebeu o nome de Novo Arrabalde, que consistia em levar a cidade de Vitória para o litoral, desconcentrando a população capixaba do centro, que se encontrava em um estado crítico de limite de expansão territorial. Mas, sua contratação para a realização do projeto, só foi possível pelo governo da época do prefeito Muniz Freire, que observando o seu trabalho na saneamento da cidade de Belo Horizonte, o chamou para elaborar o Novo Arrabalde, ademais que ambos desfrutavam da corrente positivista.

## Obras publicadas pela Ed. Imprensa Nacional
- Vol. I — Publicações Preliminares – 1943
- Vol. II – Esgotos – parte geral – 1943
- Vol. III – Abastecimento de águas – parte geral tecnologias e estatística – 1943
- Vol. IV – Engenharia Sanitária – estudos instruções, especificações e tabelas – 1943
- Vol. V – Projetos e Relatórios – Saneamento de Vitória, Campinas e Petrópolis, Itaocara, João Pessoa, Paraíba do Sul e Juiz de Fora – 1943
- Vol. VI – Projetos e Relatórios – Saneamento de Campos – 1943; Vol. VII – Projetos e Relatórios – Saneamento de Santos – 1943
- Vol. VIII – Saneamento de Recife – Descrição e Relatório 1º Termo – 1943
- Vol. IX – Saneamento de Recife – Descrição e Relatório 2º Termo – 1942
- Vol. X – Projetos e Relatórios – Saneamento do Rio Grande – 1943
- Vol. XI – Projetos e Relatórios – Saneamento de Santa Maria, Cachoeira, Passo Fundo, Rosário e Cruz Alta – 1943
- Vol. XII – Projetos e Relatórios – Saneamento de Sant’Ana do Livramento, São Leopoldo, Uruguaiana, São Gabriel, Irati e Alegrete – 1944
- Vol. XIII – Projetos e Relatórios – Saneamento de Pelotas, Teófilo Otoni, Poços de Caldas – 1944
- Vol. XIV – Projetos e Relatórios – Saneamento de Curitiba, Uberaba e Aracajú – 1944
- Vol. XV – Projetos e Relatórios – Saneamento de Lagoa Rodrigues de Freitas e da Baía de Guanabara – 1944
- Vol. XVI – Pareceres – Primeira parte – 1944; Vol. XVII – Pareceres – Segunda parte – 1944
- Vol. XVIII – Memórias diversas – 1944; Vol. XIX – Defesa contra inundações – 1944
- Vol. XX – Urbanismo – Traçado sanitário das cidades – Est. diversos – 1944
- Vol. XXI – Urbanismo – A planta de Santos – 1944
- Vol. XXII – Economia, sociologia e Moral – 1944